# 卡尔斯豪森
卡尔斯豪森是德国莱茵兰-普法尔茨州的一个市镇。总面积7.08平方公里，总人口365人，其中男性176人，女性189人（2011年12月31日），人口密度52人/平方公里。